# Randy Rocket
Randy Rocket (* vor 2001) ist ein deutscher Fotograf und Filmemacher, der in Hamburg lebt. Er arbeitet zudem als Kameramann und Regisseur für Werbefilme und Musikvideos. Sein wirklicher Name ist unbekannt.

## Leben
Aufgewachsen in Süddeutschland zog er 2001 nach Hamburg. Während seines Studiums der experimentellen Medien an der Hochschule für bildende Künste Hamburg arbeitete er als freischaffender Art Director für diverse internationale Agenturen und wurde 2005 festes Mitglied der Hamburger Medien-Produktionsfirma nonstoprevolution media.
Seit 2006 arbeitet Rocket als freier Fotograf. Als Autodidakt begann er seine Arbeit mit dem Fotografieren von Straßenszenen, um sich ab 2009 verstärkt Editorial-Themen zu widmen. In seinen Bildern sind Einflüsse von zeitgenössischen Fotografen wie David LaChapelle oder Terry Richardson zu finden.
Parallel zu seinen kommerziellen Aufträgen produziert er in unregelmäßigen Abständen freie filmische Arbeiten, meist in Zusammenarbeit mit anderen Künstlern. So entstand im Mai 2011 in Zusammenarbeit mit dem elektronischen Musiker Heimkind das mehrfach preisgekrönte Kunstvideo „Luminar“. Ende 2012 drehte er mit dem Graffiti-Künstler Heiko Zahlmann einen projektbezogenen Film, der u. a. im Rahmen der MoMa PopRally: Abstract Currents gezeigt wurde. 2016 entstand zusammen mit dem Graffiti-Künstler Darco FBI "a calligraphic situation pt.1" welche 2017 mit "a calligraphic situation pt.2" weitergeführt wurde.

## Auszeichnungen
- Screening at MoMa PopRally: Abstract Currents, 2013
- Teilnahme Open Doku Dokumentarfilm-Festival Spiegel-TV, 2012
- 2. Platz SideBySide Festival, 2011
- Official Selection Plus Camerimage, Nominiert für die Kameraführung der besten Kurzdokumentation, 2011
- 1. Platz Kurzfilmfestival Bad Oldesloe, 2011
- Sonderprogramm Bamberger Kurzfilmtage, 2011
- Official selection Radar Filmfestival, 2011
- Finalist DMMA 2009 (Interactive Campaigns), 2009
- First Place World Peace Film and Music Award 2009
- Finalist Onlinestar 2009 (Microsites), 2009
- Mobius award, 2. Platz (Urkunde für ausgezeichnete Kreativität), 2009

## Ausstellung
- Wall-sized photo prints, Millerntor Gallery 2017
- Rocket or die, Photographien & Skulpturen. KING Club, 16. Mai 2013 – 15. Juni 2013
- All about OZ, Gruppenausstellung, OZM Gallery Hamburg, 2011